# Do It Again (Put Ya Hands Up)
Do It Again (Put Ya Hands Up) è il secondo singolo del rapper statunitense Jay-Z, pubblicato il 14 dicembre 1999 ed estratto da Vol. 3... Life and Times of S. Carter. La canzone, distribuita da Def Jam e Roc-A-Fella, è prodotta da Rockwilder e vede la partecipazione di Beanie Sigel e Amil.

## Tracce

### CD
1. Do It Again (Put Ya Hands Up) (LP Version)
2. Do It Again (Put Ya Hands Up (Radio Edit)
3. So Ghetto
4. Jigga My Nigga

### Vinile
Lato A
1. Do It Again (Put Ya Hands Up) (Radio Edit)
2. Do It Again (Put Ya Hands Up) (Instrumental)
3. Do It Again (Put Ya Hands Up) (LP Version)

Lato B
1. So Ghetto (Radio Edit)
2. So Ghetto (LP Version)
3. So Ghetto (Instrumental)

## Classifiche

### Classifiche settimanali
| Classifica (1999)        | Posizione massima |
| ------------------------ | ----------------- |
| Stati Uniti              | 65                |
| US Hot R&B/Hip-Hop Songs | 17                |
| US Hot Rap Songs         | 9                 |
| US Radio Songs           | 55                |
| US R&B/Hip-Hop Airplay   | 15                |